# Boogie
Boogie, country boogie (początkowo też hillbilly boogie) – styl w muzyce country powstały z western swingu w połowie lat 40. XX wieku.
Boogie był w większej mierze muzyką instrumentalną, w której głównym instrumentem była gitara; styl ten był formą odpowiedzi na muzykę boogie-woogie, w której korzystano z fortepianu. Muzyka charakteryzowała się szybszym tempem oraz skupiała na wykonaniach solowych, chociaż sam śpiew był też popularny. Z boogie wytworzyły się takie style jak rockabilly czy honky-tonk.